# Armiñón
Armiñón (en euskera: Armiñon) es una localidad y municipio español situado en la provincia de Álava, comunidad autónoma del País Vasco.

## Historia
Armiñón ha sido históricamente una importante zona de paso desde la época de la romanización.
De los pueblos que integran el municipio se cree que el más antiguo es Estavillo, por su ubicación sobre un promontorio. Aparece mencionado por primera vez en un documento de donación del año 871 bajo la denominación de Villa Stabellu. Armiñón surgió como un asentamiento ligado a Estavillo en la zona más baja y menos protegida del valle cerca del río Zadorra. La estratégica situación de Armiñón junto al río Zadorra y en una encrucijada de caminos, hizo de esta población el lugar ideal para ubicar un puente que articulaba los caminos procedentes de La Rioja y Burgos hacia el norte, así como una venta para el descanso de los caminantes.
Armiñón aparece mencionado en el Cartulario de San Millán del siglo XI bajo la denominación de Aramingon. Durante la Edad Media Estavillo y Armiñón están unidas y pertenecen desde el siglo XIII a la jurisdicción de la villa de Treviño. Armiñón y Estavillo se separaron de Treviño a principios del siglo XV a raíz de un pleito.
Ambas aldeas formaron desde el siglo XV la Hermandad de Estavillo que se integró en la Hermandad de Álava entre finales del siglo XV y principios del siglo XVI. La Hermandad estaba formada por los pueblos de Armiñón y Estavillo que formaban un único concejo con alcalde común. Tanto Armiñón como Estavillo poseen el título histórico de villas, aunque se desconoce en que año les fue concedido.
A mediados del siglo XIX, con la reforma municipal, la Hermandad de Estavillo se transforma en el municipio de Armiñón. Si la denominación históricamente más correcta del nuevo municipio debiera haber sido Estavillo, lo cierto es que por aquel entonces Armiñón había superado ya sobradamente a Estavillo en importancia y población, lo que provocó la adopción del nombre de Armiñón para el municipio.
Lacorzana por su parte, fue una villa de señorío perteneciente a la Hermandad de la Ribera y se integró con posterioridad al municipio.

## Geografía
Está integrado en la comarca alavesa de Cuadrilla de Añana, situándose a 25 kilómetros de Vitoria. El término municipal está atravesado por la autovía del Norte entre los pK 325 y 329, además de por la carretera nacional N-124 que permite la comunicación con Haro y Logroño y por la antigua autopista de peaje AP-1 cuyo tramo procedente de Burgos termina en Armiñón. 
El relieve del municipio es predominantemente llano al encontrarse en el valle del río Zadorra, que pasa por el núcleo urbano. A ambos lados del valle el terreno se eleva un poco, alcanzándose los 600 metros de altitud en el límite con Ribera Baja, y los 566 metros en el Alto del Arca. El pueblo se alza a 467 metros sobre el nivel del mar. 
| Noroeste: Ribera Baja | Norte: Ribera Baja y La Puebla de Arganzón (Burgos) | Nordeste: La Puebla de Arganzón (Burgos) |
| Oeste: Ribera Baja    |                                                     | Este: La Puebla de Arganzón (Burgos)     |
| Suroeste: Ribera Baja | Sur: Ribera Baja y Berantevilla                     | Sureste: Berantevilla                    |

## Demografía
Armiñón cuenta con una población de 247 habitantes (INE 2024).
| Gráfica de evolución demográfica de Armiñón entre 1842 y 2021                                                       |
| |
| Población de derecho según los censos de población del INE Población de hecho según los censos de población del INE |

La mayor parte de la población se concentra en Armiñón que cuenta con cerca de 100 habitantes. En Estavillo vive casi el resto de la población y en Lacorzana unas pocas personas.

## Economía
El municipio cuenta con unas pocas fábricas, asentadas en los márgenes de la carretera que va a Logroño. Destaca la empresa Intecsa (Industrias Técnicas de la Espuma) que posee una plantilla que supera los 100 trabajadores. Antes funcionaban también una ladrillería y una empresa textil en el municipio situadas en la misma ubicación.

## Administración y política

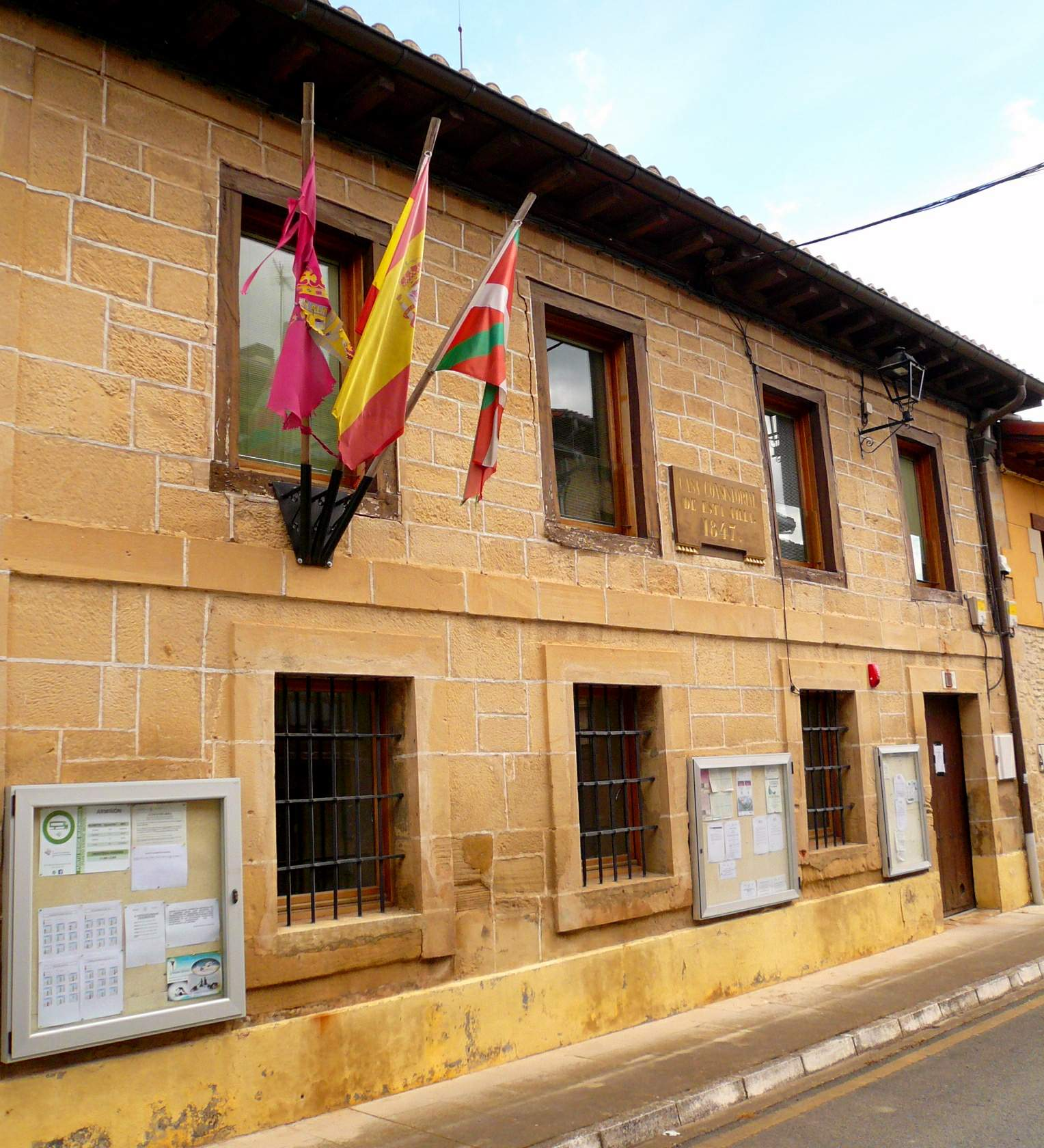
Ayuntamiento de Armiñón

### Gobierno municipal
| Periodo   | Nombre                              | Partido | Partido                                                      |
| --------- | ----------------------------------- | ------- | ------------------------------------------------------------ |
| 1979-1983 | Esteban Samaniego Pérez de Aransolo |         | Unión de Centro Democrático (UCD)                            |
| 1983-1991 | Luis Bermeo Busto                   |         | Euzko Alderdi Jeltzalea-Partido Nacionalista Vasco (EAJ-PNV) |
| 1991-1999 | Matilde Varona Fernández            |         | Partido Popular del País Vasco (PP)                          |
| 1999-2007 | Vicente Pascual Pascual             |         | Partido Popular del País Vasco (PP)                          |
| 2007-2009 | Javier Arrien Goicoechea            |         | Agrupación Electoral Independiente de Armiñón (AEIA)         |
| 2009-2011 | Luis Ángel Meana Pérez              |         | Agrupación Electoral Independiente de Armiñón (AEIA)         |
| 2011-2023 | Juan Muñoz Bartolomé                |         | Euzko Alderdi Jeltzalea-Partido Nacionalista Vasco (EAJ-PNV) |
| 2023-act. | Gorka Meana Marcos                  |         | Euzko Alderdi Jeltzalea-Partido Nacionalista Vasco (EAJ-PNV) |

| Partido político                                              | 2015  | 2015       | 2011  | 2011       | 2007  | 2007       | 2003  | 2003       | 1999  | 1999       | 1995  | 1995       |
| Partido político                                              | %     | Concejales | %     | Concejales | %     | Concejales | %     | Concejales | %     | Concejales | %     | Concejales |
| Euzko Alderdi Jeltzalea-Partido Nacionalista Vasco (EAJ-PNV)  | 53,64 | 4          | 39,86 | 3          | 31,43 | 1          | —     | —          | 37,25 | 1          | 27,59 | 0          |
| Partido Popular del País Vasco (PP)                           | 20,00 | 1          | 30,77 | 2          | 10,00 | 0          | 33,06 | 3          | 53,92 | 4          | 62,07 | 5          |
| Partido Socialista de Euskadi-Euskadiko Ezkerra (PSE-EE PSOE) | 13,64 | 0          | 20,28 | 0          | 10,71 | 0          | 28,01 | 2          | —     | —          | —     | —          |
| Agrupación Electoral Independiente de Armiñón (AEIA)          | —     | —          | —     | —          | 38,57 | 4          | —     | —          | —     | —          | —     | —          |
| Eusko Alkartasuna (EA)                                        | —     | —          | —     | —          | 0,71  | 0          | —     | —          | —     | —          | —     | —          |
| Agrupación Independiente Armiñón-Estavillo (AIAE)             | —     | —          | —     | —          | —     | —          | 24,79 | 0          | —     | —          | —     | —          |
| Unidad Alavesa (UA)                                           | —     | —          | —     | —          | —     | —          | 2,48  | 0          | 2,94  | 0          | 3,45  | 0          |

### Organización territorial

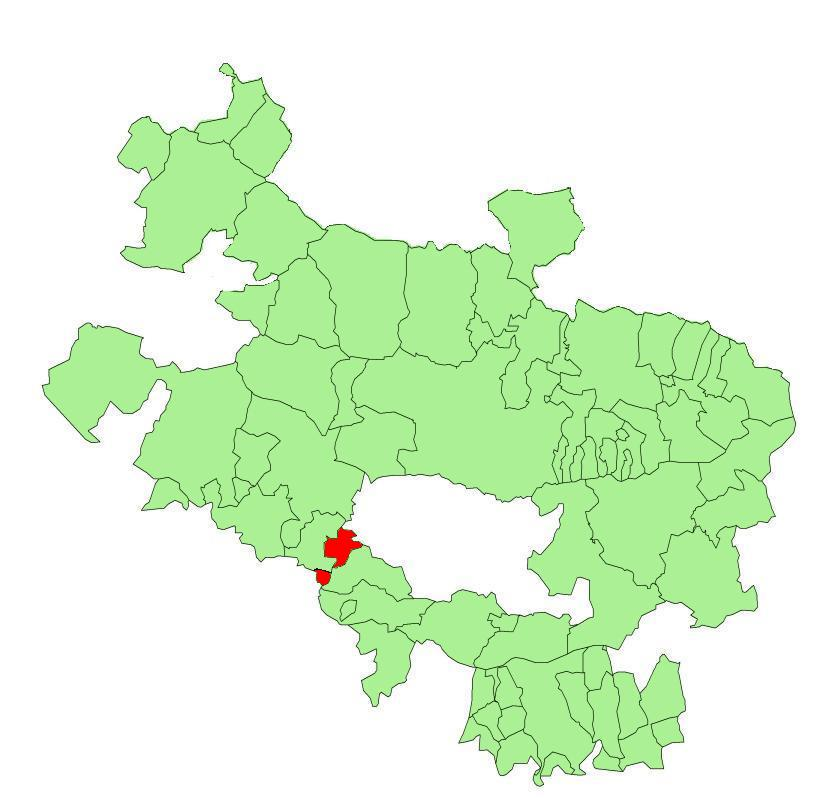
Extensión del municipio en la provincia de Álava

El municipio está formado por tres pueblos (Armiñón, Estavillo y Lacorzana), que a su vez forman concejos, excepto Lacorzana, que dejó de serlo para pasar a ser administrado directamente por el municipio. La capital se encuentra en el concejo de Armiñón, que también da nombre al municipio.
| Concejo   | Nombre oficial | 2000 | 2005 | 2010 | 2015 | 2019 |
| --------- | -------------- | ---- | ---- | ---- | ---- | ---- |
| Armiñón   | Armiñón        | 88   | 98   | 111  | 109  | 106  |
| Estavillo | Estavillo      | 53   | 72   | 110  | 132  | 119  |
| Lacorzana | Lacorzana      | 5    | 5    | 4    | 3    | 2    |
| Total     | Total          | 146  | 175  | 225  | 244  | 227  |

## Cultura

### Fiestas

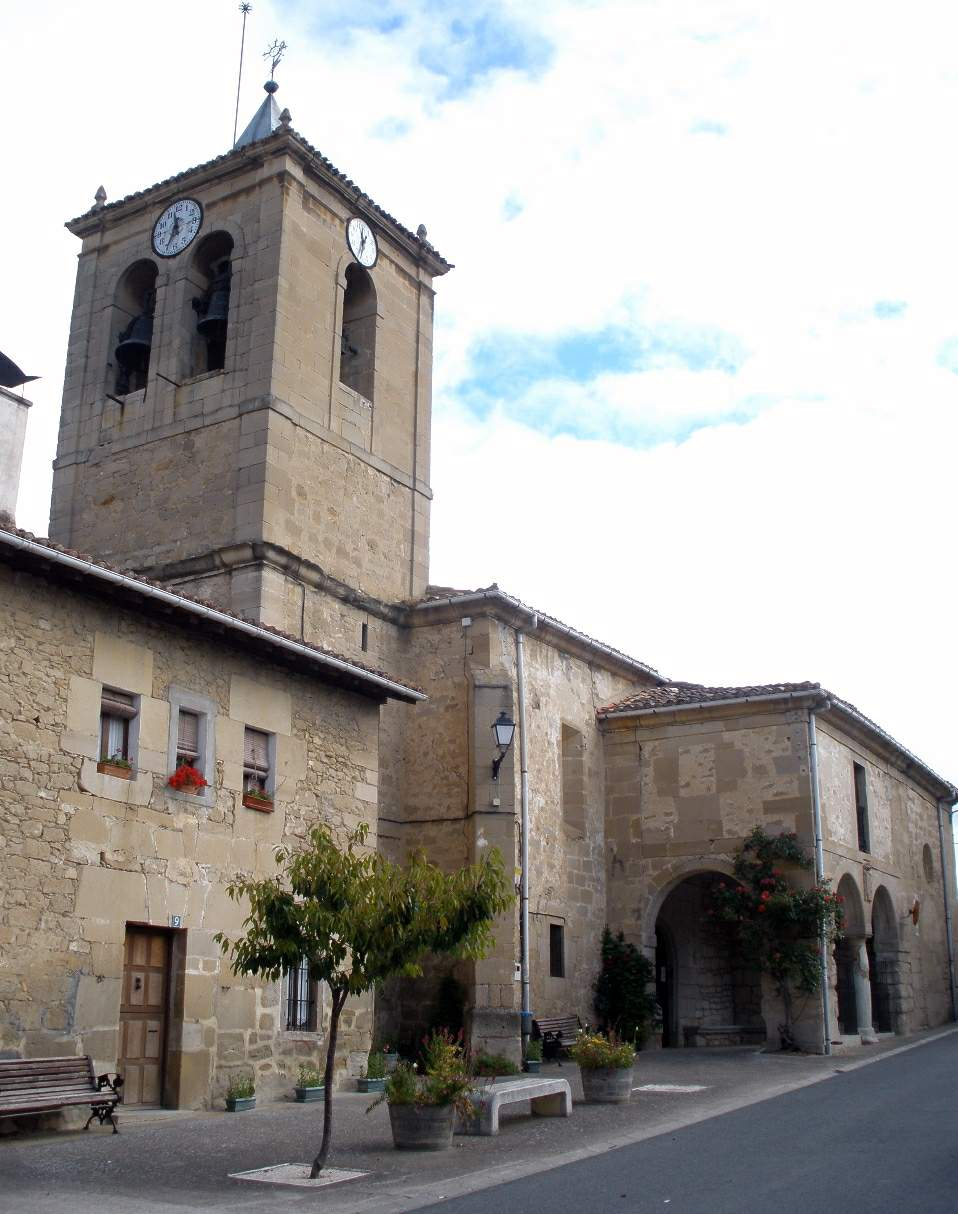
Iglesia parroquial de San Andrés

Como municipio agrícola que es, Armiñón celebra el 15 de mayo la festividad de San Isidro Labrador.
Las fiestas patronales del pueblo de Armiñón son en honor de San Andrés. Como el día de San Andrés es el 30 de noviembre y estas no son fechas muy adecuadas para la celebración de fiestas, se suelen trasladar al verano, más concretamente al primer fin de semana de septiembre.
En el pueblo de Estavillo las fiestas patronales son en honor a San Martín, 11 de noviembre, pero por las mismas razones antes aducidas, suelen trasladarse también al verano (tercer fin de semana de julio).
En Lacorzana ya no se celebran fiestas.
La tradición más destacable entre los pueblos del entorno, es la romería a la ermita de San Formerio, situada en el vecino Condado de Treviño, que se celebra el tercer sábado de septiembre (tradicionalmente se celebraba el 25 de septiembre) y a la que suelen acudir los vecinos de Armiñón y Estavillo. La ermita pertenece al pueblo de Pangua, pero el párroco del pueblo de Estavillo es uno de los custodios de las seis llaves que guardan las reliquias del santo.
Tradiciones perdidas del municipio son el Carnaval de Armiñón y el belén viviente que se realizaba en el mismo pueblo.

### Deporte
Armiñón posee un gimnasio y una pista de tenis, además de un polideportivo con frontón.